# Espace urbain de Cholet
L'espace urbain de Cholet est un espace urbain français centré autour de la ville de Cholet, dans le département de Maine-et-Loire. Par la population, c'est le 43° (numéro INSEE : 2R) des 96 espaces urbains français. En 1999, sa population était de 74 055  habitants sur une superficie de 287,66 km2.

## Caractéristiques
D'après la délimitation établie par l'INSEE en 1999, c'est un espace urbain unipolaire qui ne comporte donc pas de communes multipolarisées et qui est identiqueà l'aire urbaine de Cholet : 11 communes dont 4 communes urbaines (1 formant le pôle urbain, 3 monopolarisées) et 7 communes rurales monopolarisées.